# Der letzte Wolf von Lyssia
Der letzte Wolf von Lyssia ist eine britische Animationsserie, die am 20. März 2025 auf Netflix veröffentlicht wird. Die Serie basiert auf der „Wereworld“-Buchreihe von Curtis Jobling.

## Handlung
In einem Land, das seit jeher von Werelords regiert wurde, erkennt der sechzehnjährige Drew Ferran, dass er das letzte Mitglied in einer langen Ahnenreihe von Werwölfen ist. Drew muss sich der tyrannischen Herrschaft der Lionlords entgegenstellen und den Thron als rechtmäßiger Wolfskönig zurückerobern.

## Produktion
Die Serie wurde erstmals Anfang Juni 2022 angekündigt und trug zunächst denselben Titel wie das Quellmaterial.
Im Juni 2024, während der Netflix-Präsentation Next On Netfix: Animation wurde der offizielle Titel Wolf King mit einem Veröffentlichungsfenster von 2025 bekannt gegeben, und dass Tom Brass Regie führen würde.
Der Autor und Schöpfer von Wereworld, Curtis Jobling, wird zusammen mit Angelo Abela, Tim Compton und Barry Quinn als Produzent fungieren.

Die Serie wurde von Lime Pictures produziert und die Veröffentlichung soll am 20. März 2025 auf Netflix erfolgen. Die erste Staffel besteht aus acht Episoden.

## Veröffentlichung
Wolf King ist für eine Veröffentlichung im Jahr 2025 auf Netflix festgelegt.
Im September 2024 wurde während der virtuellen Veranstaltung Geeked Week ein Ankündigungsteaser enthüllt.
Im Februar 2025 wurde ein Trailer in voller Länge veröffentlicht, zusammen mit dem Datum der Veröffentlichung am 20. März.

## Synchronisation
Die deutsche Synchronisation entstand bei der Iyuno Media Group in Berlin unter der Dialogregie von Klaus-Peter Grap sowie nach einem Dialogbuch von Cindy Kepke.
| Rolle          | Originalsprecher    | Deutsche Sprecher |
| -------------- | ------------------- | ----------------- |
| Drew Ferran    | Ceallach Spellman   | Oscar Räuker      |
| Trent Ferran   | Louis Landau        | Rajko Geith       |
| Baron Huth     | David Yip           | Matthias Klages   |
| Hamwell        | David Yip           | Ralf David        |
| Erin           | Kim Adis            | Marie Hinze       |
| Tilly Ferran   | Kate Fleetwood      | Julia Biedermann  |
| Königin Amelie | Kate Fleetwood      | Debora Weigert    |
| Mack Ferran    | Peter Serafinowicz  | Jan-Marten Block  |
| Manfred        | Peter Serafinowicz  | Felix Würgler     |
| Whitley        | Nina Barker Francis | Lea Kalbhenn      |

## Episodenliste
Die komplette Staffel wurde am 20. März 2025 auf Netflix sowohl im Original als auch auf Deutsch erstveröffentlicht.
| Nr. (ges.) | Nr. (St.) | Deutscher Titel         | Originaltitel        | Regie     | Drehbuch                    |
| ---------- | --------- | ----------------------- | -------------------- | --------- | --------------------------- |
| 1          | 1         | Die Rückkehr der Wölfe  | The Rise of the Wolf | Tom Brass | Curtis Jobling, Tim Compton |
| 2          | 2         | Farnholm                | Brackenholme         | Tom Brass | Curtis Jobling              |
| 3          | 3         | Die Bestie im Käfig     | The Caged Beast      | Tom Brass | Curtis Jobling              |
| 4          | 4         | Der Wyrmwald            | The Wyrmwood         | Tom Brass | Curtis Jobling              |
| 5          | 5         | Rückkehr nach Bunt      | Return to Motley     | Tom Brass | Julie Bower                 |
| 6          | 6         | Die Maelstrom           | The Maelstrom        | Tom Brass | Andrew Burrell              |
| 7          | 7         | Angekettet              | Chained              | Tom Brass | Celia Morgan, Tim Compton   |
| 8          | 8         | Der Untergang des Löwen | The Fall of the Lion | Tom Brass | Curtis Jobling              |